# Lignitzsee
Lignitzsee är en sjö i Österrike.   Den ligger i förbundslandet Salzburg, i den centrala delen av landet, 230 km sydväst om huvudstaden Wien. Lignitzsee ligger 1 966 meter över havet.
I omgivningarna runt Lignitzsee växer i huvudsak blandskog. Runt Lignitzsee är det glesbefolkat, med 20 invånare per kvadratkilometer.